# Mojković
Mojković (Servisch cyrillisch Мојковић) is een plaats in de Servische gemeente Krupanj. De plaats telt 790 inwoners (2002).